# Sphaerotheca drabae
Sphaerotheca drabae är en svampart som tillhör divisionen sporsäcksvampar, och som beskrevs av Hans Oscar Juel. Sphaerotheca drabae ingår i släktet Sphaerotheca, och familjen Erysiphaceae. Arten är reproducerande i Sverige.